# Dengeki Daisy
Dengeki Daisy (電撃デイジー) é um shōjo escrito e ilustrado por Kyousuke Motomi. Atualmente, é publicada mensalmente pela revista Betsucomi e foram publicados 12 volumes. A série foi licenciada pela editora Norte Amerciana Viz Media, com seu primeiro volume publicado em 5 de julho de 2010.

## Sinopse
A jovem Teru Kurebayashi vivia sozinha com seu amado irmão mais velho, seu único parente, até o dia em que ele sucumbiu a uma terrível doença e faleceu. Antes de morrer, ele havia dado a sua irmã um celular para que ela pudesse entrar em contato com Daisy, uma figura misteriosa e anônima que passaria a cuidar e consolar a jovem a partir de então. Com o tempo, Teru passa a ficar cada vez mais ligada a Daisy, que sempre a apoia e lhe dá consolo através de mensagens trocadas pelo celular. Após quebrar acidentalmente uma janela do Colégio onde estuda, conhece Tasuku Kurosaki, o zelador "delinquente". Por não ter dinheiro para pagar pela janela, Kurosaki a transforma em sua "escrava", forçando-a a trabalhar para ele.

## Personagens

### Protagonistas
Teru Kurebayashi (紅林 照, Kurebayashi Teru)
Uma estudante colegial de 16 anos. É animada, determinada, alegre e suas notas são sempre as melhores. É muito pobre e só consegue estudar em seu Colégio atual devido a uma bolsa de estudos fornecida por Daisy. Antes de seu irmão morrer, ele havia lhe dito que Daisy passaria a cuidar dela, substituindo seu irmão, e toda vez que ela se sentisse sozinha ou estivesse com problemas, poderia entrar em contado com ele a qualquer hora. Depois de um tempo fica muito ligada a Daisy e passa a ter uma enorme admiração por ele, embora nunca tivesse visto seu rosto. Depois de quebrar acidentalmente a janela do colégio e não ter como pagar, é obrigada a trabalhar para o misterioso e grosseiro Zelador, Kurosaki, para quitar sua dívida. Ele está sempre tirando uma com a cara dela e a fazendo trabalhar em seu lugar enquanto está matando o serviço, mas sempre aparece para ajudar Teru quando ela precisa de ajuda. Depois Teru se apaixona por Kurosaki, mas como Riko lhe diz que ele é cruel e a faria sofrer, ela decide não revelar seus sentimentos. Com o tempo ela começa a pensar na possibilidade de Kurosaki ser Daisy.
Tasuku Kurosaki (黒崎 祐, Kurosaki Tasuku)
Zelador do Colégio. Tem 24 anos, tinge o cabelo de loiro, fuma compulsivamente e é um tanto grosso ao falar. Apesar de suas atitudes antipáticas, realmente se preocupa e cuida de Teru, sendo muito protetor em relação a ela. Na verdade, Kurosaki é o Daisy, antigo colega de trabalho de Souichirou e o incumbido de cuidar da irmãzinha de seu amigo. Geralmente é grosseiro, arrogante, impertinente e até mesmo um pouco frio, mas, ao mesmo tempo consegue ser gentil e amável (sendo, às vezes, na maneira dele). É um hacker muito habilidoso e que não gosta de seu apelido. Às vezes, por brincadeira, seus amigos insinuam que ele seja um pervertido e um lolicon. Se apaixona por Teru e reprime muito esse sentimento, por achar que não possui esse direito (devido à culpa que sofre em relação à morte de Souichirou). Kurosaki também se sente muito culpado em relação às atitudes que tomou como hacker. Por isso tem medo de contar a verdade a Teru.

### Personagens Secundários
Mestre (増田,  Masuda)
É o gerente do Ohanabatake, uma casa de chá no estilo ocidental, sendo muitas vezes visto usando uma bandana e um avental. Vários personagens se referem a ele como "Mestre". Apesar de sua atitude cordial e gentil e sua tendência para provocar Kurosaki, ele pode ser surpreendentemente assustador. Ele também fazia parte da equipe onde trabalhava Souchirou, Kurosaki e Riko, por isso tem plena consciência sobre Daisy e sua verdadeira identidade e seus conflitos internos.
Riko Onizuka (鬼塚 理子, Onizuka Riko)
Riko era namorada de Souchirou e fazia parte de sua equipe. Ela considera Teru como uma irmã mais nova e é muito protetora com ela, principalmente em relação ao Kurosaki, sendo que sempre que Riko acha que ele fez (ou pensa na possibilidade dele fazer) algo pervertido com a jovem, ela bate nele. Apesar disso, é amiga de Kurosaki, e às vezes age como uma conselheira em relação a sua situação com Teru. Depois ela se torna a Conselheira no Colégio e passa a dividir um apartamento com Teru, que estava morando até então com Kurosaki. Sua idade ainda não foi revelada, mas deve ter um pouco mais de trinta anos.
Kiyoshi Hasegawa (長谷川 清, Hasegawa Kiyoshi)
Melhor amigo de Teru desde a infância e um colega de sala dela, além de também ser um bolsista. É muito inteligente e apesar de criticar os hackers, também é um. Ele achou estranho que Souichirou, com a reputação de ser um brilhante engenheiro, ter deixado quase nada para sua amada irmã e decidiu investigar sobre isso. Acabou se metendo aonde não devia durante a investigação e foi chantageado por isso, o forçando a tentar roubar o celular de Teru, mas é ajudado por Kurosaki. Depois disso vira o “servo número 2 do zelador”.

## Mangá
A série é escrita e ilustrada por Kyousuke Motomi e é atualmente serializada na revista Betsucomi. Os capítulos individuais foram coletadas em nove volumes pela editora Shogakukan tankōbon partir de abril de 2011; o primeiro foi lançado em 26 de outubro de 2007, e a nona em 26 de abril de 2011.
A série está licenciado para lançamentos regionais em Taiwan por Ever Glory Publishing e França por Kaze Manga. Em fevereiro de 2010, a Amazon.com listou o primeiro volume para a liberação em inglês em junho de 2010 na América do Norte, com Viz Media como editor. A partir de setembro de 2011, seis volumes foram lançados nos EUA e Canadá.

## Recepção
A série foi eleita como o melhor mangá shōjo de 2010 por fãs norte-americanos em 2011. Já foi traduzida para inglês e espanhol, porém não em português. Não há nenhuma especulação sobre a produção de um anime da série shōjo.